# سندرم مرگ ناگهانی نوزاد
سندرم مرگ ناگهانی نوزاد که به اختصار SIDS نیز نامیده می‌شود، عبارت است از مرگ نابه‌هنگام نوزادان در خواب بدون هیچ‌گونه پیش‌بینی قبلی پزشکی و بدون برجای‌گذاشتن هیچ‌گونه عارضه‌ای در بدن نوزاد که در حین کالبد شکافی قابل تشخیص باشد. به این بیماری مرگ تختخواب نیز گفته می‌شود زیرا اغلب در کودکان در تختخواب روی می‌دهد. این بیماری در نوزادان پسر شایع تر است.
عامل این بیماری ناشناخته است گرچه دانشمندان توانسته‌اند برخی منشاهای این بیماری را شناسایی کنند. محققان پارامترهای متعددی را در ریسک‌پذیری نوزادان شناسایی کرده‌اند که از آن جمله زودرس بودن نوزادان، در معرض دود دخانیات قرار داشتن در هنگام خواب، به پشت نخواباندن نوزادان (نباید روی قلب آن‌ها فشار باشد)، عوامل ژنتیکی، در معرض عوامل استرس‌زا یا دردناک قرار گرفتن و … می‌باشند. یکی از عوامل این بیماری می‌تواند ختنه نوزادان باشد، زیرا با از دست دادن خون در عمل ختنه فشار خون افت پیدا می‌کند و می‌تواند به سکته قلبی منجر شود. مخصوصاً در نوزادانی که قلب آنها به‌طور کامل رشد نکرده یا نارسایی قلبی دارند. درمیان یهودیان، که ختنه نوزادان مرسوم است، مسبب مرگ نوزادان را الهه‌ای بابلی به نام لیلیت می‌دانند.
از جمله اقدامات مؤثر در کاهش خطرپذیری نوزادان نسبت به این عارضه؛ قرار دادن پستانک در دهان آن‌ها در حین خواب و طاق‌باز خواباندن آن‌ها می‌باشد. همچنین شناسایی کودکان در معرض کودک‌کشی و کودک‌آزاری که ممکن است علائم مشابهی در زمان مرگ با مبتلایان به این عارضه داشته باشند و حفاظت فیزیکی از آن‌ها می‌تواند آمار جان‌باختگان چنین بیماری را کاهش دهد.